# Amphiprion allardi
Amphiprion allardi là một loài cá hề thuộc chi Amphiprion trong họ Cá thia. Loài này được mô tả lần đầu tiên vào năm 1970.

## Từ nguyên
Từ định danh của loài được đặt theo tên của Jacques Allard, một tay chơi thủy sinh, là người đã thu thập và cung cấp mẫu gốc cũng như nhiều mẫu vật cá con của loài cá hề này khi Klausewitz ghé thăm Kenya.

## Phạm vi phân bố và môi trường sống
A. allardi được ghi nhận dọc theo đường bờ biển Đông Phi, từ Kenya trải dài đến Nam Phi, bao gồm Madagascar và các đảo quốc lân cận là quần đảo Comoro, đảo Europa và quần đảo Mascarene.
A. allardi được quan sát gần các rạn san hô ngoài khơi và trong các đầm phá ở độ sâu đến ít nhất là 30 m. Loài cá hề này sống cộng sinh với ba loài hải quỳ là Entacmaea quadricolor, Heteractis aurora và Stichodactyla mertensii.

## Mô tả
A. allardi có chiều dài cơ thể tối đa được ghi nhận là 15 cm. Loài cá hề này có màu nâu sẫm (gần như đen) với hai dải sọc trắng (hơi ánh màu xanh lam): một ở sau đầu và một ở giữa thân (dải sau đầu dày hơn dải giữa thân). Cằm, ngực và bụng có màu cam phớt vàng. Trừ vây đuôi là màu trắng, các vây còn lại có màu vàng cam.

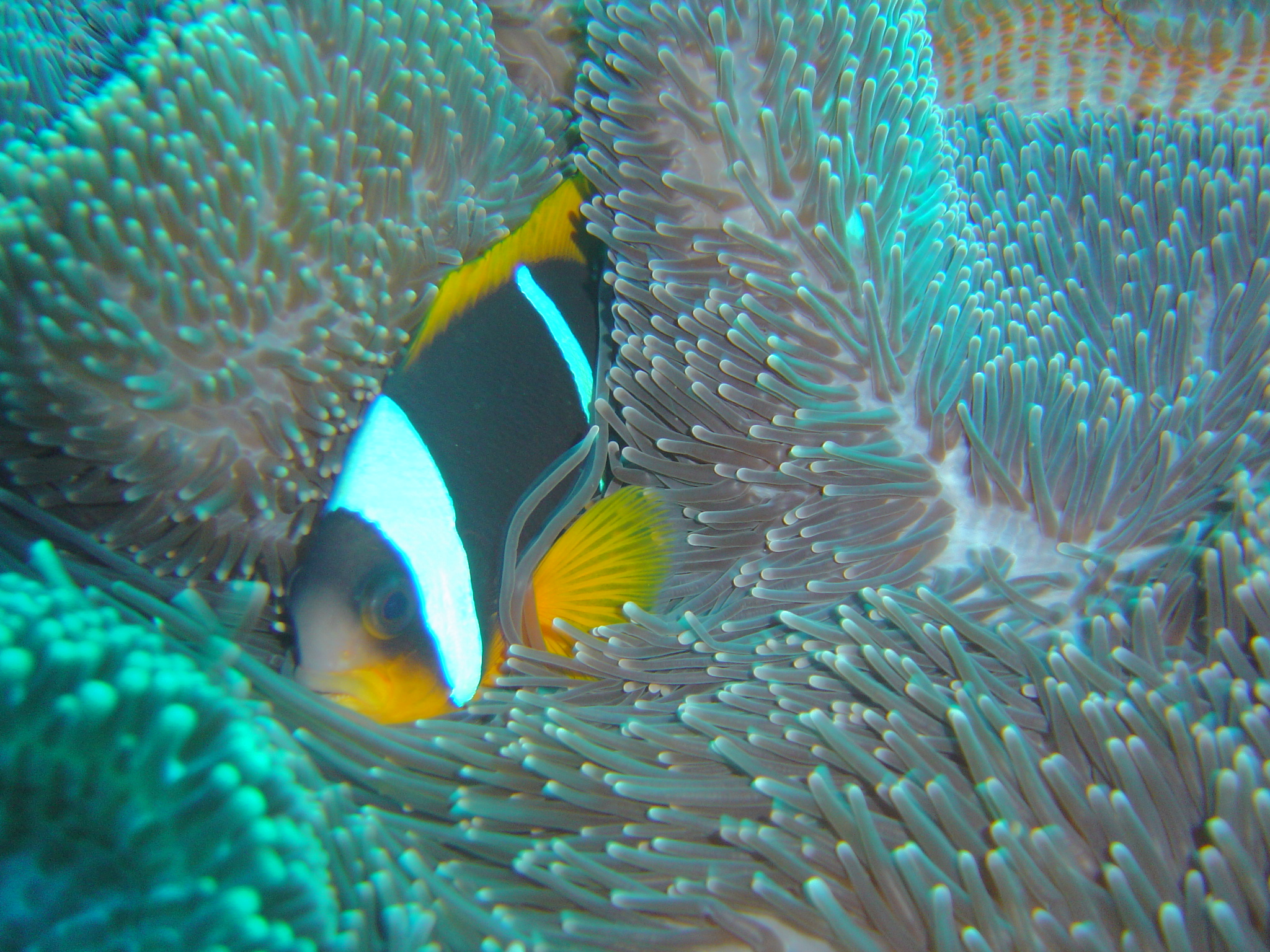
A. allardi và hải quỳ S. mertensii

A. allardi có kiểu hình tương tự với loài Amphiprion chrysopterus, nhưng A. chrysopterus chỉ được ghi nhận ở Tây Thái Bình Dương và A. chrysopterus có màu cam trên trán và mõm (A. allardi có màu nâu ở trán, mõm màu xám nhạt). A. allardi cũng dễ dàng phân biệt với Amphiprion latifasciatus qua màu sắc và hình dạng vây đuôi (màu vàng và lõm vào trong ở A. latifasciatus).
Số gai ở vây lưng: 10–11; Số tia vây ở vây lưng: 15–17; Số gai ở vây hậu môn: 2; Số tia vây ở vây hậu môn: 13–15.

## Sinh thái học
A. allardi là một loài lưỡng tính tiền nam (cá cái trưởng thành đều phải trải qua giai đoạn là cá đực), nên cá đực thường có kích thước nhỏ hơn cá cái. Một con A. allardi cái sẽ sống thành nhóm cùng với một con đực lớn (đảm nhận chức năng sinh sản) và nhiều con non nhỏ hơn. Trứng bám dính vào chất nền, được cá đực lớn bảo vệ và chăm sóc đến khi chúng nở.

## Thương mại
A. allardi được đánh bắt bởi những người thu mua cá cảnh và cũng đã được nhân giống nuôi nhốt.